# Klimt-Foundation
Die Gustav Klimt | Wien 1900-Privatstiftung (Klimt-Foundation) wurde im September 2013 von Ursula Ucicky (* 1922), Witwe des Filmregisseurs und unehelichen Klimt-Sohnes Gustav Ucicky (1899–1961), begründet und ist eine nach österreichischem Recht eingetragene Privatstiftung, die gemäß ihrer Stiftungssatzung gemeinnützige, kultur- und kunsthistorische, wissenschaftliche und ausbildende Zwecke verfolgt.

## Geschichte
Gustav Ucicky gilt als der erste uneheliche Sohn von Gustav Klimt (1862–1918) und wurde als Kameramann und Filmregisseur bekannt. Seine Karriere verlief entlang der wichtigsten Meilensteine der österreichischen Filmgeschichte, von der k.u.k. Ära über NS-Propagandafilme bis in die Nachkriegszeit. Zeitlebens erwarb er Werke seines Vaters Gustav Klimt und kompensierte so vielleicht auch das in seiner Kindheit unzureichende Vater-Sohn-Verhältnis. 
Gustav Ucicky erwarb die Werke seiner Sammlung vermutlich ab Mitte der 1920er Jahre bis zum Ende der 1950er Jahre. Noch zu seinen Lebzeiten gelangten Werke im Rahmen eines Vergleichs in die Österreichische Galerie Belvedere. Gustav Ucicky starb 1961 und vermachte die privat verbliebene Kunstsammlung seiner dritten Frau Ursula. 
2001 und 2004 wurden die dem Belvedere übereigneten Werke als entzogen im Sinne des Kunstrückgabegesetzes eingestuft und restituiert. 2013 vereinbarte Ursula Ucicky als Privatperson für Klimts Gemälde Wasserschlangen II gemäß den Washington Principles vom 3. Dezember 1998 einen Vergleich mit den Erben nach Jenny Steiner, der Erstbesitzerin des Bildes. Im selben Jahr gründete sie mit dem Erlös die Klimt-Foundation und brachte die in ihrem Besitz verbliebenen Gemälde und Zeichnungen in die Privatstiftung ein.

## Aktivitäten und Organisation
Das Ziel der Stiftung ist, das Leben und Werk des Künstlers Gustav Klimt (1862–1918) und der in Wien um 1900 entstandenen und von Klimt geprägten Strömung des Jugendstils/der Klassischen Moderne zu bewahren, zu erforschen und in ihrer Bedeutung für die kulturelle Entwicklung Österreichs bis heute aufzuzeigen.
Die in die Stiftung eingebrachten Kunstwerke werden der Öffentlichkeit im Rahmen von Ausstellungen und Ausstellungsbeteiligungen zugänglich gemacht und wissenschaftlich erschlossen. In diesem Zusammenhang widmet sich die Stiftung besonders der Erforschung ihrer Provenienz, sowie, gemäß dem Stiftungszweck, der wissenschaftlichen Aufarbeitung von Leben und Werk des Filmregisseurs Gustav Ucicky.
Die Stiftung fungiert generell als unabhängige und interdisziplinär tätige Plattform zur Dokumentation der Epoche „Wien 1900“ und agiert als Leihgeber und Partner für Forschungs- und Ausstellungsprojekte.
Anlässlich ihres dreijährigen Bestehens hat die Klimt-Foundation als Betreiber des Gustav Klimt Zentrums bei der oberösterreichischen Autorin Clara Gallistl das Stück „Süße Wiener Dunkelheit / tiefheller See“ beauftragt. Der Titel des Monologes stellt die immer noch anziehende, besondere Emotion der kulturgeschichtlichen Epoche „Wien 1900“ neben das einzigartige Erleben der Seenlandschaft Attersee. Gustav Klimt und Emilie Flöge verewigten sich am 27. Juli und am 10. August 1900 im Gästebuch der Villa Paulick in Seewalchen am Attersee und waren seither gerngesehene Gäste in der historistischen Sommerfrische-Villa des k.u.k. Hoftischlermeisters Friedrich Paulick. Die Uraufführung der szenischen Lesung mit Schauspielerin Maxi Blaha fand am 3. September 2016 in dem einzigartigen, historischen Ambiente in der Villa Paulick in Seewalchen am Attersee statt und kommt auch 2017 wieder exklusiv in der Villa Paulick zur Aufführung.
Im Stück wirft die gealterte Emilie Flöge, dargestellt von Schauspielerin Maxi Blaha, aus dem Wien der 1930er-Jahre einen sehnsuchtsvollen Blick zurück auf die Zeit der berühmten Sommerfrische und des Secessionismus, während sie heterosexuelle Begehrensstrukturen, geschlechtliche Arbeitsbedingungen und politische Implikationen ihres Schaffens kritisch reflektiert.

### Vorstand
Zum Vorstand gehören Vorstandsvorsitzender Peter Weinhäupl, die Geschäftsführerin und stellvertretende Vorstandsvorsitzende Sandra Tretter, sowie der Betriebswissenschaftler Hubert Weinhäupl. Die drei Vorstandsmitglieder wurden von Stiftungsgründerin Ursula Ucicky persönlich bestellt. Juristischer Berater ist Andreas Nödl.
Eine im Juli 2014 erfolgte Parlamentarische Anfrage der Grünen wurde vom zuständigen Bundesminister beantwortet.

### Die Sammlung
Das Sammlungsinventar der Gustav Klimt | Wien 1900-Privatstiftung (Klimt-Foundation) umfasste bei Stiftungsgründung im September 2013 vier Ölgemälde und zehn Zeichnungen von Gustav Klimt, ein von Georg Klimt verfasstes Buch über das Leben der Familie Klimt sowie ein Konvolut an Korrespondenz zwischen Gustav Klimt und Maria Ucicka, der Mutter von Gustav Ucicky. Dieser Bestand wird wissenschaftlich dokumentiert und beforscht. Die Ergebnisse wurden im ersten Band der Edition Klimt-Research der Klimt-Foundation publiziert.
Die Stiftungssatzung ermöglicht es zudem, Werke als Schenkungen anzunehmen und ebensolche zur Bestandserweiterung anzukaufen. Dabei richtet sich der Fokus der Bestandserweiterung auf österreichische Kunst zwischen 1890 und 1918. Derzeit umfasst das Inventar der Klimt-Foundation rund 90 Objekte. Die Stiftung ist nicht gewinnorientiert und nicht gewerblich am Kunstmarkt tätig.

### Forschung
Die Klimt-Foundation fungiert als unabhängige und interdisziplinär tätige Plattform zur Dokumentation der Epoche „Wien 1900“ und agiert als Leihgeber und Partner für Forschungs- und Ausstellungsprojekte. 
Die Erforschung und Dokumentation der in die Stiftung eingebrachten Kunstwerke wird vorrangig behandelt. Vor diesem Hintergrund sollen in den kommenden Jahren folgende Projekte umgesetzt werden: 
- Dokumentation der Herkunftsgeschichte der in die Stiftung eingebrachten Kunstwerke
- Publikation der bisher unbekannten Korrespondenz zwischen Gustav Klimt und Maria Ucicka (Edition Klimt-Research)
- Publikation des von Georg Klimt verfassten Buches über das Leben der Familie Klimt (Edition Klimt-Research)
- Publikation zur gesamten ursprünglichen Klimt-Sammlung von Gustav Ucicky (Edition Klimt-Research)
- Timeline 1890–1918: Konzeption und Umsetzung einer Online-Datenbank zum Netzwerk „Wien 1900“

### Kooperationen
Es bestehen Forschungskooperationen mit dem Filmarchiv Austria, dem Verein Gedenkstätte Gustav Klimt und dem Gustav Klimt Zentrum am Attersee.
- Gemäß dem Stiftungszweck wurde an einer Aufarbeitung des filmischen Schaffens von Gustav Ucicky gearbeitet. Durch eine umfangreiche Forschungskooperation mit dem Filmarchiv Austria realisierte die Klimt-Foundation die erste wissenschaftlich-filmhistorische Publikation über Gustav Ucicky. Zudem wurden alle bekannten und neu entdeckten Filmdokumente restauriert, digitalisiert und im Rahmen einer kritischen Retrospektive im Herbst 2014 im neu eröffneten Metro-Kino (Kinokulturhaus) präsentiert. Auch ein Fachsymposium zum Thema „Zwischen Propaganda und Unterhaltung. Der Regisseur Gustav Ucicky“ fand statt.[6][7]
- Nachdem Gustav Klimt im Jahr 1911 sein Atelier im Hinterhof eines Hauses in der Josefstädter Straße im 8. Wiener Gemeindebezirk aufgeben musste, nützte er auf Vermittlung eines  Künstlerkollegen ab 1911 bis zu seinem Tod im Jahr 1918 ein malerisches Gartenhaus im 13. Wiener Gemeindebezirk als Atelier und wohnte auch zeitweise dort. Der Künstler schuf in diesem Refugium rund fünfzig Gemälde und hunderte Zeichnungen. Sein Atelier in der Feldmühlgasse 11 wurde zum privaten Treffpunkt zahlreicher Künstlerkollegen, nicht weit entfernt davon wohnten u. a. Felix Albrecht Harta und Egon Schiele. Der Verein Gedenkstätte Gustav Klimt[8] bemüht sich seit den 1990er Jahren um den Erhalt des letzten Ateliers von Gustav Klimt. 2014 wurde diese Bürgerinitiative für ihr Engagement mit dem Preis der Europäischen Union für das Kulturerbe – dem Europa Nostra Award – ausgezeichnet. Im Rahmen einer Forschungskooperation mit der Klimt-Foundation wurden die Meilensteine des Klimt-Vereins und die damit verbundene Geschichte von Klimts Atelier in der Feldmühlgasse erstmals umfassend in Buchform dokumentiert. Die Publikation erschien im Herbst 2014 als erster Band in der Reihe Edition Klimt.
- Gustav Klimt verbrachte von 1900 bis 1916 seine Sommerfrische regelmäßig am Attersee. Seit 2003 würdigt ein Themenweg den berühmten Jugendstilkünstler und seit 2012 kann man sich im  Gustav Klimt-Zentrum[9] in Kammer-Schörfling am Attersee über Klimts Leben und Werk in dieser Region informieren. Die permanente Dokumentation wurde vom Wiener Leopold Museum konzipiert und umgesetzt. Neben zahlreichen privaten Leihgebern stellte auch die Gründerin der Klimt-Foundation bis 2013 private Leihgaben für das Klimt-Zentrum zur Verfügung. Ab 2014 unterstützt die Klimt-Foundation die Präsentation in diesem besonderen Dokumentationszentrum.

### Publikationen
Die Klimt-Foundation ediert seit Herbst 2014 zwei eigene Publikationsreihen – Edition Klimt und Edition Klimt-Research – zu internen Forschungsprojekten und externen Forschungskooperationen im Feld von Gustav Klimt, der Epoche „Wien 1900“ und im Kontext der Stifterin Ursula Ucicky und des Sammlers Gustav Ucicky.
Folgende Themenschwerpunkte sind in den Publikationsreihen der Stiftung bereits erschienen:
Edition Klimt
- Band 1: Gustav Klimt. Atelier Feldmühlgasse 1911–1918. Herausgegeben von Sandra Tretter, Peter Weinhäupl, Felizitas Schreier, Georg  Becker. Mit Beiträgen von Georg Becker, Heide Buschhausen, Helmut Buschhausen, Martina Leitner, Felizitas Schreier, Verena Traeger, Sandra Tretter, Peter Weinhäupl, Johannes Wieninger und Grußbotschaften von Alessandra Comini, Plácido Domingo. Christian Brandstätter Verlag, Wien, ISBN 978-3-85033-846-2.  (erschienen: 09/2014)
- Band 2: Gustav Klimt. Sommerfrische am Attersee 1900–1916. Herausgegeben von Sandra Tretter, Peter Weinhäupl. Christian Brandstätter Verlag, Wien, ISBN 978-3-85033-860-8. (erschienen: 08/2015)
- Band 3: Gustav Klimt. Emilie Flöge - Reform der Mode, Inspiration der Kunst. Herausgegeben von Sandra Tretter und Peter Weinhäupl. Mit Beiträgen von Martina Leitner, Sonja Niederacher, Uwe Schögl, Paul H. Simpson, Verena Traeger, Sandra Tretter und Angela Völker. Christian Brandstätter Verlag, Wien, ISBN 978-3-7106-0070-8. (erschienen: 06/2016)
- Band 4: Gustav Klimt. Florale Welten. Herausgegeben von Sandra Tretter und Peter Weinhäupl. Mit Beiträgen von Laura Erhold, Alexandra Matzner, Sandra Tretter und Peter Weinhäupl. Christian Brandstätter Verlag, Wien, ISBN 978-3-7106-0116-3. (erschienen: 06/2019)

Edition Klimt-Research
- Band 1: "Chiffre: Sehnsucht - 25". Gustav Klimts Korrespondenz mit Maria Ucicka 1899–1916. Herausgegeben von Sandra Tretter und Peter Weinhäupl. Mit Beiträgen von Sandra Tretter, Armin Loacker, Martina Leitner. Christian Brandstätter Verlag, Wien, ISBN 978-3-85033-859-2. (erschienen: 10/2014)